# Leichtathletik-Weltmeisterschaften 2009/4 × 100 m der Männer
Die 4-mal-100-Meter-Staffel der Männer bei den Leichtathletik-Weltmeisterschaften 2009 wurde am 21. und 22. August 2009 im Olympiastadion der deutschen Hauptstadt Berlin ausgetragen.
Weltmeister wurde Jamaika in der Besetzung Steve Mullings, Michael Frater, Usain Bolt (Finale) und Asafa Powell (Finale) sowie den im Vorlauf außerdem eingesetzten Lerone Clarke und Dwight Thomas.

Den zweiten Platz belegte Trinidad und Tobago mit Darrel Brown, Marc Burns, Emmanuel Callander (Finale), Richard Thompson sowie dem im Vorlauf außerdem eingesetzten Keston Bledman.

Bronze ging an Großbritannien (Simeon Williamson, Tyrone Edgar, Marlon Devonish, Harry Aikines-Aryeetey).
Auch die nur im Vorlauf eingesetzten Läufer erhielten entsprechendes Edelmetall. Rekorde und Bestleistungen standen dagegen nur den tatsächlich laufenden Athleten zu.

## Rekorde

### Bestehende Rekorde

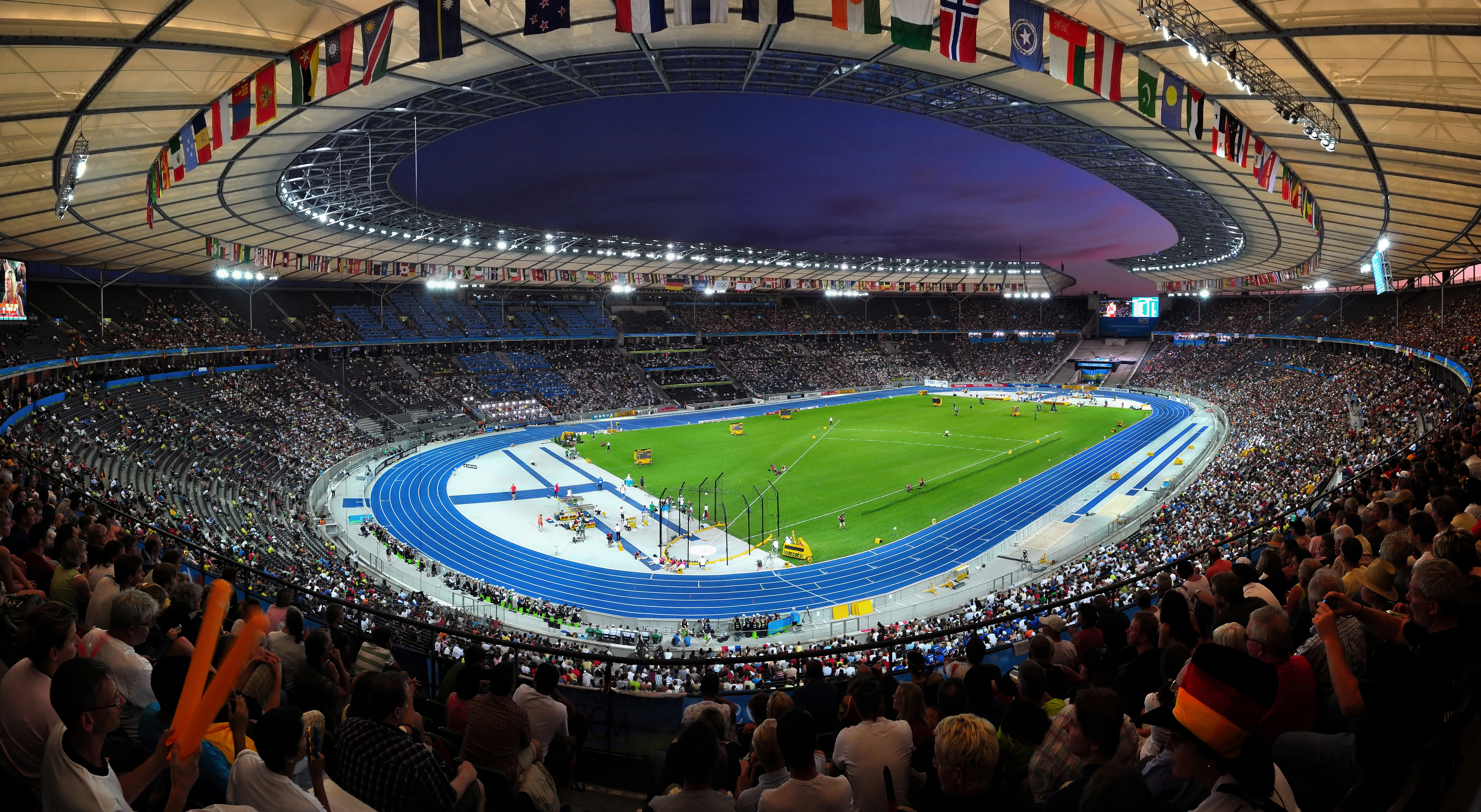
Das Berliner Olympiastadion während der Leichtathletik-Weltmeisterschaften

| Weltrekord | 37,10 s | Jamaika (Nesta Carter, Michael Frater, Usain Bolt, Asafa Powell) | OS 2008 in Peking, Volksrepublik China | 22. August 2008 |
| WM-Rekord  | 37,40 s | USA (Jon Drummond, Andre Cason, Dennis Mitchell, Leroy Burrell)  | WM 1993 in Stuttgart, Deutschland      | 21. August 1993 |

### Rekordverbesserung
Die Weltmeisterstaffel aus Jamaika verbesserte den bestehenden WM-Rekord im Finale am 22. August in der Besetzung Steve Mullings, Michael Frater, Usain Bolt und Asafa Powell um neun Hundertstelsekunden auf 37,31 s.
Im Finale gab es außerdem einen Landesrekord:

38,02 s – Trinidad und Tobago (Darrel Brown, Marc Burns, Emmanuel Callander, Richard Thompson)

## Vorrunde
Die Vorrunde wurde in drei Läufen durchgeführt. Die ersten beiden Staffeln pro Lauf – hellblau unterlegt – sowie die darüber hinaus zwei zeitschnellsten Teams – hellgrün unterlegt – qualifizierten sich für das Halbfinale.

### Vorlauf 1
21. August 2009, 20:18 Uhr
| Platz | Staffel             | Besetzung                                                                               | Zeit (s) |
| ----- | ------------------- | --------------------------------------------------------------------------------------- | -------- |
| 1     | Trinidad und Tobago | Darrel Brown Marc Burns Keston Bledman (Vorlauf) Richard Thompson                       | 38,47    |
| 2     | Japan               | Masashi Eriguchi Naoki Tsukahara Shinji Takahira Kenji Fujimitsu                        | 38,53    |
| 3     | Frankreich          | Ronald Pognon Martial Mbandjock Pierre-Alexis Pessonneaux (Vorlauf) Christophe Lemaitre | 38,59    |
| 4     | Brasilien           | Vicente de Lima Sandro Viana Basílio de Moraes José Carlos Moreira                      | 38,72    |
| 5     | Schweiz             | Pascal Mancini Marc Schneeberger Amaru Reto Schenkel Marco Cribar                       | 39,47    |
| 6     | Südafrika           | Hannes Dreyer Leigh Julius Thuso Mpuang Louis Jacobus van Zyl                           | 39,71    |

### Vorlauf 2

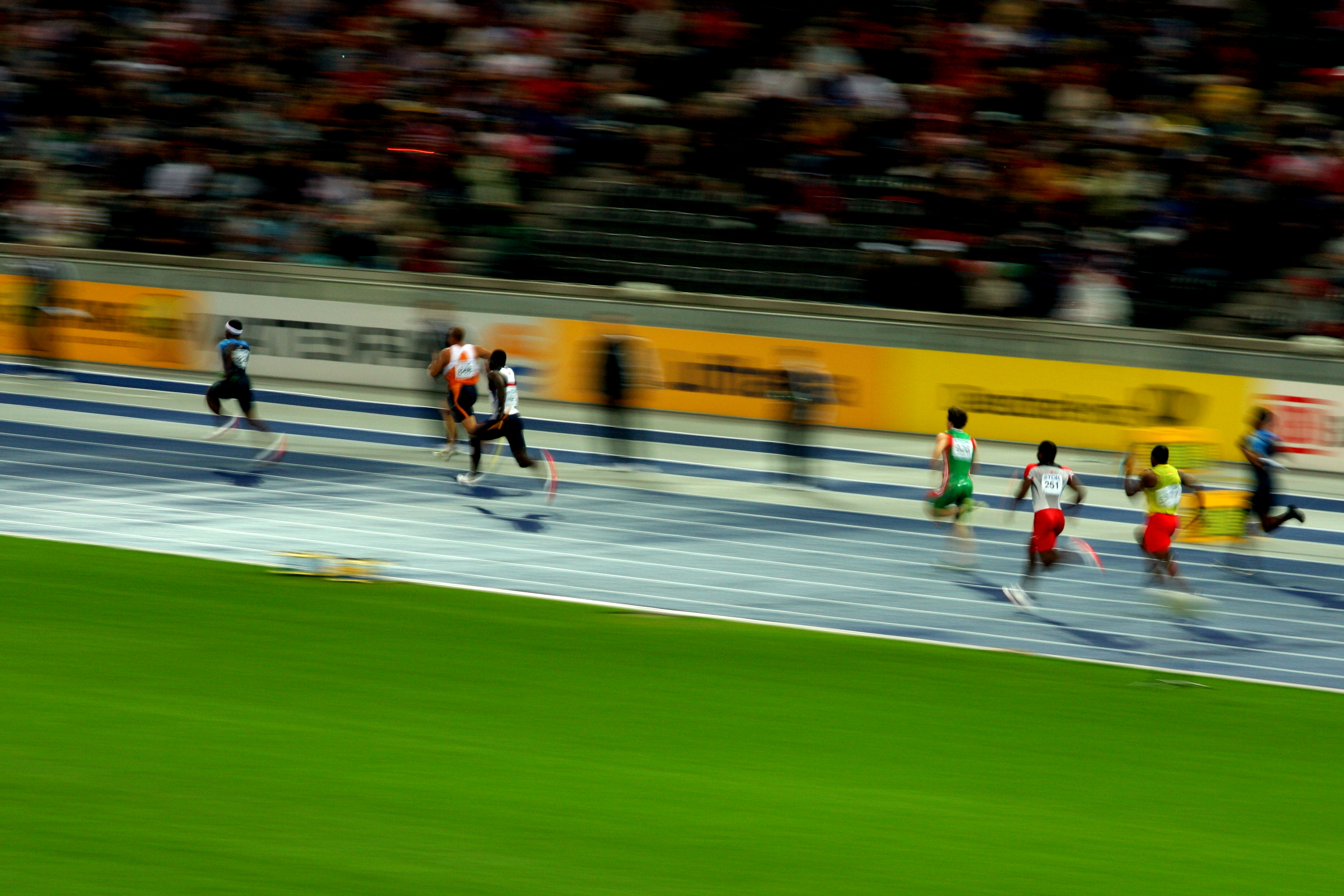
Zweiter Vorlauf, die Staffeln auf der Gegengeraden

21. August 2009, 20:18 Uhr
| Platz | Staffel        | Besetzung                                                             | Zeit (s)                      |
| ----- | -------------- | --------------------------------------------------------------------- | ----------------------------- |
| 1     | Großbritannien | Simeon Williamson Tyrone Edgar Marlon Devonish Harry Aikines-Aryeetey | 38,11                         |
| 2     | Kanada         | Hank Palmer (Vorlauf) Oluseyi Smith Jared Connaughton Bryan Barnett   | 38,60                         |
| 3     | Niederlande    | Gregory Sedoc Caimin Douglas Guus Hoogmoed Patrick van Luij           | 38,95                         |
| 4     | Portugal       | Dany Gonçalves Arnaldo Abrantes Ricardo Monteiro Francis Obikwelu     | 39,25                         |
| 5     | Ghana          | Nana Kofi Samm Tanko Braimah Seth Amoo Aziz Zakari                    | 39,61                         |
| DSQ   | USA            | Terrence Trammell Mike Rodgers Shawn Crawford Darvis Patton           | IAAF Rule 170.7 Wechselfehler |

### Vorlauf 3
21. August 2009, 20:26 Uhr
| Platz | Staffel     | Besetzung                                                                     | Zeit (s) |
| ----- | ----------- | ----------------------------------------------------------------------------- | -------- |
| 1     | Italien     | Roberto Donati Simone Collio Emanuele Di Gregorio Fabio Cerutti               | 38,52    |
| 2     | Jamaika     | Lerone Clarke (Vorlauf) Michael Frater Steve Mullings Dwight Thomas (Vorlauf) | 38,60    |
| 3     | Australien  | Anthony Alozie Joshua Ross Aaron Rouge-Serret Matt Davies                     | 38,93    |
| 4     | Thailand    | Apinan Sukaphai Wachara Sondee Suppachai Chimdee Sittichai Suwonprateep       | 39,73    |
| DNF   | Deutschland | Tobias Unger Marius Broening Alexander Kosenkow Martin Keller                 |          |
| DNS   | Polen       | Michał Bielczyk Dariusz Kuć Mikolaj Lewanski Robert Kubaczyk                  |          |

## Finale

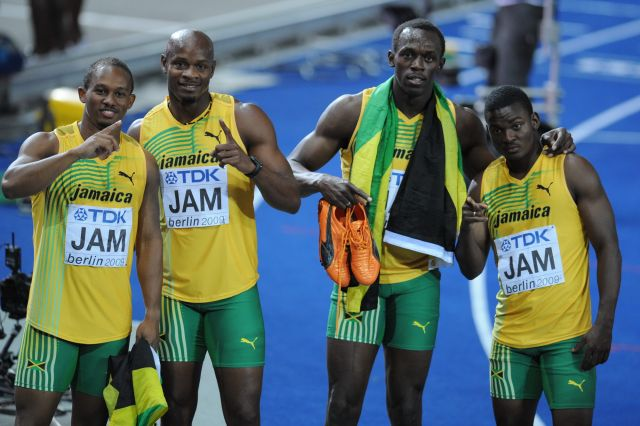
Die siegreiche Staffel aus Jamaika (v. l. n. r.): Michael Frater, Asafa Powell, Usain Bolt, Steve Mullings

22. August 2009, 20:50 Uhr
| Platz | Staffel             | Besetzung | Zeit (s) |
| ----- | ------------------- | --- | -------- |
| 1     | Jamaika             | Steve Mullings Michael Frater Usain Bolt (Finale) Asafa Powell (Finale) im Vorlauf außerdem: Lerone Clarke Dwight Thomas   | 37,31 CR |
| 2     | Trinidad und Tobago | Darrel Brown Marc Burns Emmanuel Callander (Finale) Richard Thompson im Vorlauf außerdem: Keston Bledman                   | 37,62 NR |
| 3     | Großbritannien      | Simeon Williamson Tyrone Edgar Marlon Devonish Harry Aikines-Aryeetey                                                      | 38,01    |
| 4     | Japan               | Masashi Eriguchi Naoki Tsukahara Shinji Takahira Kenji Fujimitsu                                                           | 38,30    |
| 5     | Kanada              | Sam Effah (Finale) Oluseyi Smith Jared Connaughton Bryan Barnett im Vorlauf außerdem: Hank Palmer                          | 38,39    |
| 6     | Italien             | Roberto Donati Simone Collio Emanuele Di Gregorio Fabio Cerutti                                                            | 38,54    |
| 7     | Brasilien           | Vicente de Lima Sandro Viana Basílio de Moraes José Carlos Moreira                                                         | 38,56    |
| 8     | Frankreich          | Ronald Pognon Martial Mbandjock Eddy De Lépine (Finale) Christophe Lemaitre im Vorlauf außerdem: Pierre-Alexis Pessonneaux | 39,21    |

## Video
- 4x100M Final Berlin 2009, youtube.com, abgerufen am 23. November 2020